# Leichtathletik-Europameisterschaften 2010/Dreisprung der Frauen

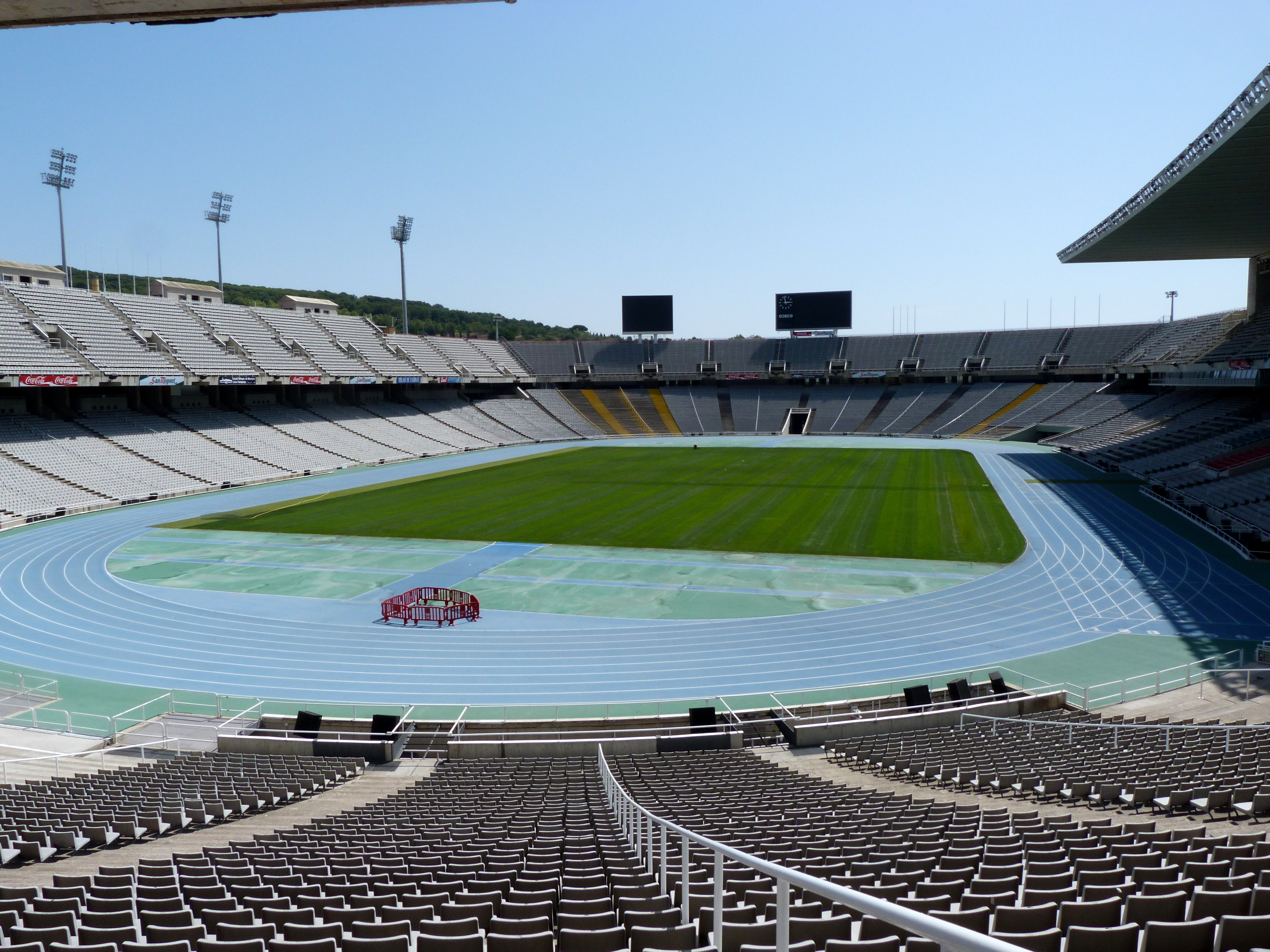
Das Olympiastadion Estadi Olímpic Lluís Companys
Barcelona im Jahr 2012

Der Dreisprung der Frauen bei den Leichtathletik-Europameisterschaften 2010 wurde am 29. und 31. Juli 2010 im Olympiastadion Estadi Olímpic Lluís Companys der spanischen Stadt Barcelona ausgetragen.
Europameisterin wurde die Ukrainerin Olha Saladucha. Den zweiten Rang belegte die Italienerin Simona La Mantia. Die Belgierin Svetlana Bolshakova errang die Bronzemedaille.

## Rekorde

### Bestehende Rekorde
| Weltrekord           | 15,50 m | Inessa Krawez    | WM Göteborg, Schweden | 10. August 1995 |
| Europarekord         | 15,50 m | Inessa Krawez    | WM Göteborg, Schweden | 10. August 1995 |
| Meisterschaftsrekord | 15,15 m | Tatjana Lebedewa | EM Göteborg, Schweden | 9. August 2006  |

Der bestehende EM-Rekord wurde bei diesen Europameisterschaften nicht erreicht. Die größte reguläre Weite erzielte die ukrainische Europameisterin Olha Saladucha im Finale mit 14,81 m bei einem Rückenwind von 1,1 m/s, womit sie 34 Zentimeter unter dem Rekord blieb. Zum Welt- und Europarekord fehlten ihr 69 Zentimeter.
In der Vorrunde war die Russin Nadeschda Aljochina mit 14,93 m zwar noch weiter gesprungen, aber ihr Versuch war von einem Rückenwind von 3,7 m/s begleitet, der weit über der Grenze für die Aufnahme einer Leistung in die Bestenlisten lag.

### Rekordverbesserungen
Es wurden drei neue Landesrekorde aufgestellt:
- 14,12 m – Patrícia Mamona (Portugal), Qualifikation (Gruppe A) am 29. Juli bei einem Rückenwind von 1,7 m/s
- 14,44 m – Małgorzata Trybańska (Polen), Qualifikation (Gruppe B) am 29. Juli bei einem Rückenwind von 1,8 m/s
- 14,55 m – Svetlana Bolshakova (Belgien), Finale am 31. Juli bei einem Rückenwind von 2,0 m/s

## Doping
Die Griechin Athanasía Pérra, die zunächst den zehnten Platz belegt hatte, wurde nachträglich des Dopings überführt und disqualifiziert.
Benachteiligt wurde dadurch die Ukrainerin Lilija Kulyk, der die über ihre Weite erkämpfte Berechtigung zur Finalteilnahme verwehrt blieb.

## Windbedingungen
In den folgenden Ergebnisübersichten sind die Windbedingungen zu den jeweiligen Sprüngen mitbenannt. Der erlaubte Grenzwert liegt bei zwei Metern pro Sekunde. Bei stärkerer Windunterstützung wird die Weite für den Wettkampf gewertet, findet jedoch keinen Eingang in Rekord- und Bestenlisten.

## Legende
Kurze Übersicht zur Bedeutung der Symbolik – so üblicherweise auch in sonstigen Veröffentlichungen verwendet:
| NM  | keine Weite (no mark)                 |
| ogV | ohne gültigen Versuch                 |
| DOP | wegen Dopingvergehens disqualifiziert |
| –   | verzichtet                            |
| x   | ungültig                              |

## Qualifikation
29. Juli 2010, 12:20 Uhr
24 Wettbewerberinnen traten in zwei Gruppen zur Qualifikationsrunde an. Neun von ihnen (hellblau unterlegt), darunter auch die oben genannte wegen Dopingmissbrauchs später disqualifizierte Athanasía Pérra, übertrafen die Qualifikationsweite für den direkten Finaleinzug von 14,20 m. Damit war die Mindestzahl von zwölf Finalteilnehmerinnen nicht erreicht. Das Finalfeld wurde mit den drei nächstplatzierten Sportlerinnen (hellgrün unterlegt) auf zwölf Springerinnen aufgefüllt. So mussten schließlich 14,07 m für die Finalteilnahme erbracht werden.

### Gruppe A

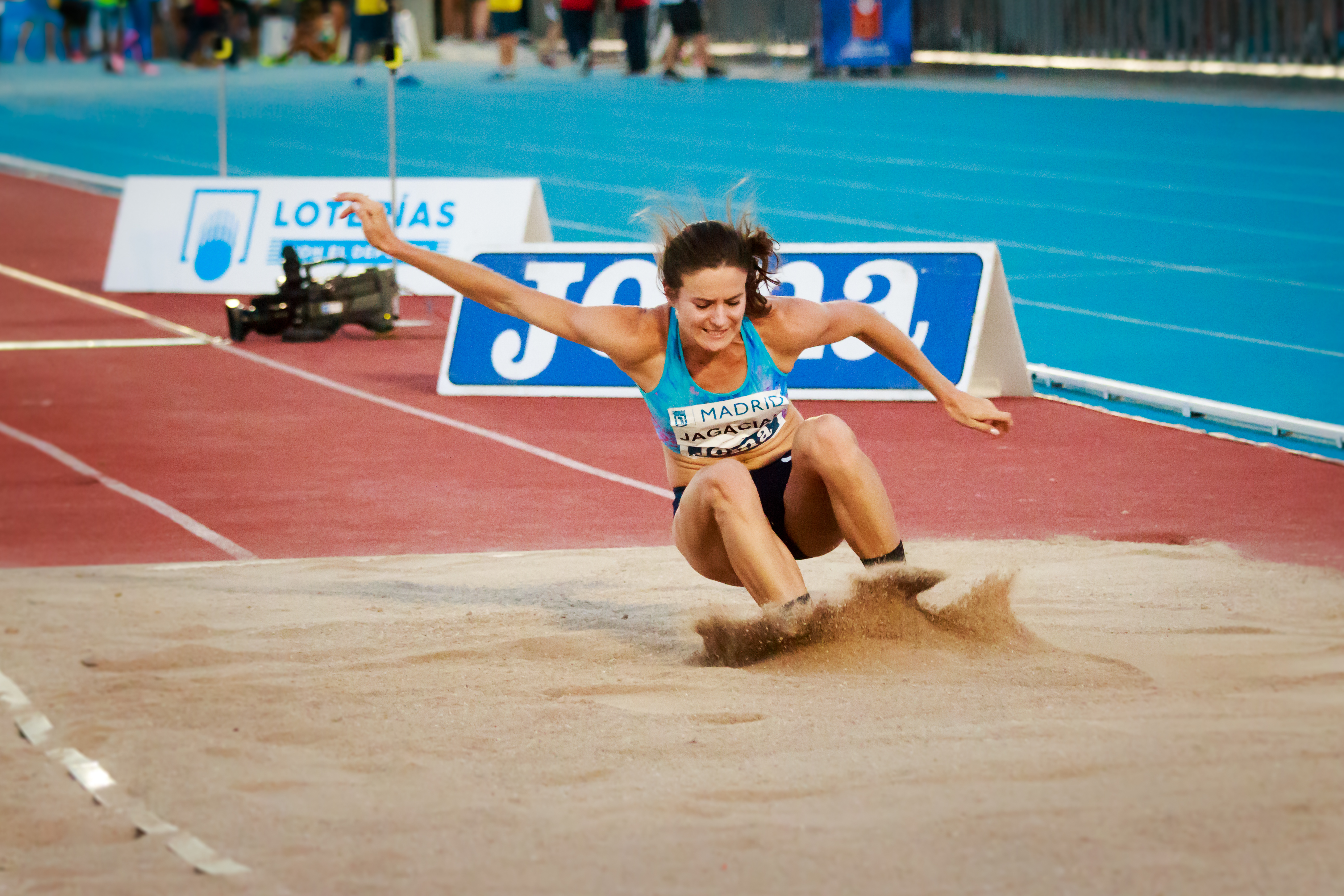
Der Weitsprung-Zehnten Anna Jagaciak fehlten mit ihren 14,03 m nur vier Zentimeter zur Finalteilnahme
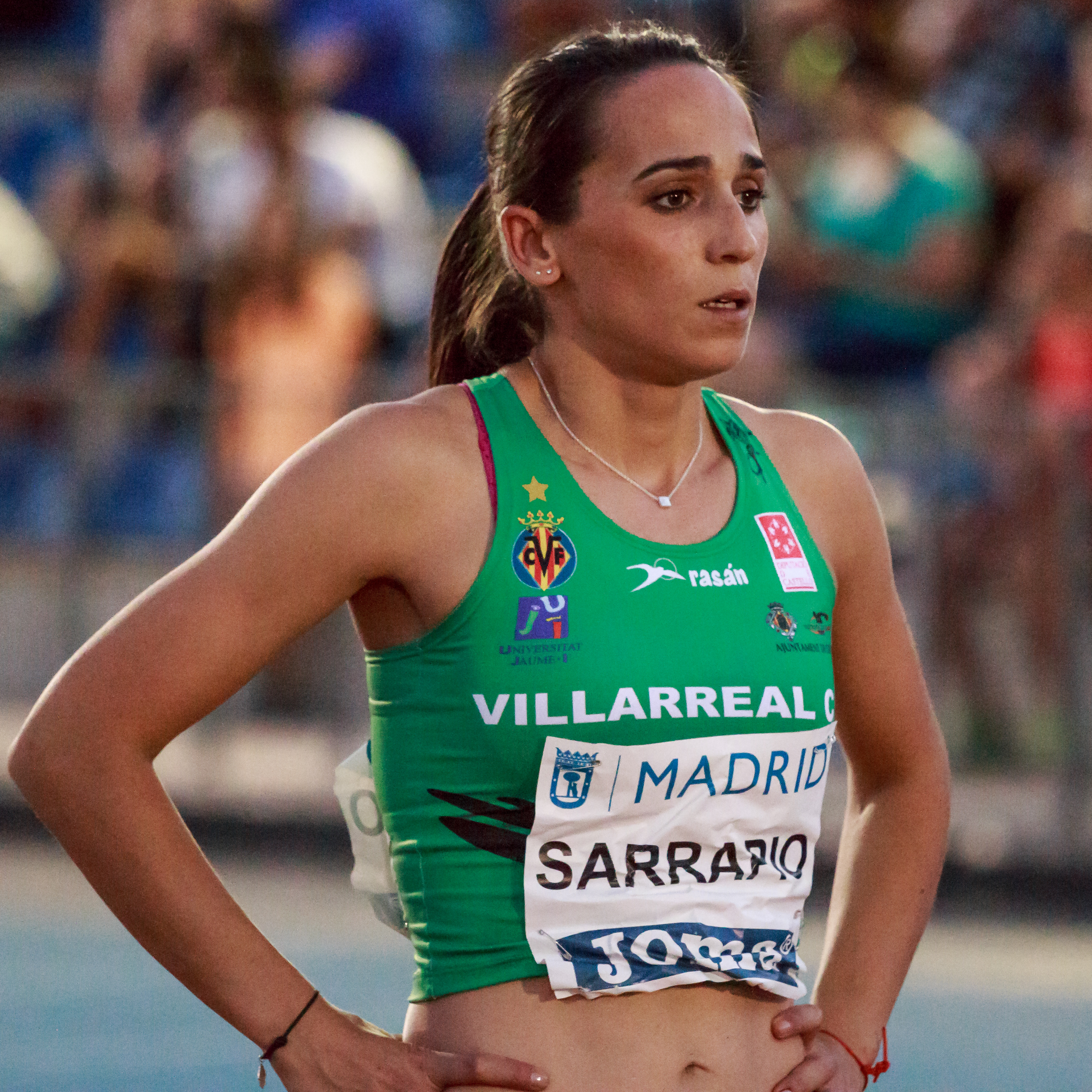
Mit 13,21 m scheiterte Patricia Sarrapio in der Qualifikation

| Platz | Name                | Nation       | Resultat (m) | 1. Versuch (m) Wind (m/s) | 2. Versuch (m) Wind (m/s) | 3. Versuch (m) Wind (m/s) | Anmerkung                              |
| 1     | Nadeschda Aljochina | Russland     | 14,93 w0     | 14,03 / +4,1              | 14,18 / +3,3              | 14,93 / +3,7              |                                        |
| 2     | Dana Velďáková      | Slowakei     | 14,59 w0     | x                         | 14,11 / +0,1              | 14,59 / +2,5              |                                        |
| 3     | Adelina Gavrilă     | Rumänien     | 14,48000     | 14,48 / +0,4              | –                         | –                         |                                        |
| 4     | Natallja Wjatkina   | Belarus      | 14,30000     | x                         | 14,30 / +1,8              | –                         |                                        |
| 5     | Simona La Mantia    | Italien      | 14,16000     | 13,83 / +0,8              | 14,16 / −0,7              | 14,10 / −1,2              |                                        |
| 6     | Patrícia Mamona     | Portugal     | 14,12 NR     | 13,69 / +1,2              | x                         | 14,12 / +1,7              |                                        |
| 7     | Lilija Kulyk        | Ukraine      | 14,04000     | x                         | 13,81 / +1,0              | 14,04 / −0,2              | eigentlich für das Finale qualifiziert |
| 8     | Anna Jagaciak       | Polen        | 14,03 w0     | x                         | 13,85 / +2,0              | 14,03 / +3,4              |                                        |
| 9     | Patricia Sarrapio   | Spanien      | 13,21000     | x                         | x                         | 13,21 / +1,1              |                                        |
| NM    | Petja Dachewa       | Bulgarien    | ogV000       | x                         | x                         | x                         |                                        |
| DOP   | Athanasía Pérra     | Griechenland | 14,25000     | 14,14 / -1,2              | 14,18 / ±0,0              | 14,25 / ±0,0              | für das Finale zugelassen              |

### Gruppe B

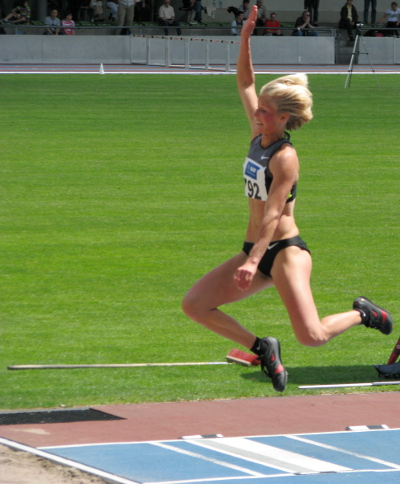
Katja Demut gelang in der Qualifikation kein gültiger Sprung

| Platz | Name                 | Nation      | Resultat (m) | 1. Versuch (m) Wind (m/s) | 2. Versuch (m) Wind (m/s) | 3. Versuch (m) Wind (m/s) |
| 1     | Olha Saladucha       | Ukraine     | 14,49 w0     | 14,49 / +2,1              | –                         | –                         |
| 2     | Snežana Rodič        | Slowenien   | 14,47000     | 14,47 / +1,5              | –                         | –                         |
| 3     | Małgorzata Trybańska | Polen       | 14,44 NR     | 14,44 / +1,8              | –                         | –                         |
| 4     | Svetlana Bolshakova  | Belgien     | 14,33000     | 14,03 / −0,1              | 13,87 / +1,9              | 14,33 / −0,3              |
| 5     | Alsu Murtasina       | Russland    | 14,07000     | 14,00 / +1,6              | 14,07 / +1,1              | 11,72 / +0,6              |
| 6     | Carmen Toma          | Rumänien    | 14,03 w0     | 13,92 / +1,3              | x                         | 14,03 / +2,3              |
| 7     | Kseniya Dzetsuk      | Belarus     | 14,01000     | x                         | 13,94 / +0,7              | 14,01 / +1,2              |
| 8     | Veera Baranova       | Estland     | 13,97 w0     | 13,97 / +4,0              | x                         | 13,48 / +2,1              |
| 9     | Andriana Banowa      | Bulgarien   | 13,95000     | 13,95 / +0,9              | 13,94 / +2,7              | x                         |
| 10    | Natalja Kutjakowa    | Russland    | 13,94000     | 13,13 / +2,5              | 13,94 / +0,5              | 13,65 / +2,1              |
| 11    | Alina Elena Popescu  | Rumänien    | 13,58000     | 13,47 / +0,2              | 13,54 / +0,9              | 13,58 / +1,3              |
| 12    | Inger Anne Frøysedal | Norwegen    | 13,51000     | 13,51 / +0,3              | x                         | 13,22 / +0,7              |
| NM    | Katja Demut          | Deutschland | ogV000       | x                         | x                         | x                         |

## Finale
31. Juli 2010, 19:10 Uhr
| Platz | Name                 | Nation       | Resultat (m) | 1. Versuch (m) Wind (m/s) | 2. Versuch (m) Wind (m/s) | 3. Versuch (m) Wind (m/s) | 4. Versuch (m) Wind (m/s)                     | 5. Versuch (m) Wind (m/s)                     | 6. Versuch (m) Wind (m/s)                     |
| 1     | Olha Saladucha       | Ukraine      | 14,81000     | x                         | 14,62 / +2,5              | 14,80 / +2,1              | x                                             | 14,81 / +1,1                                  | 14,71 / +0,9                                  |
| 2     | Simona La Mantia     | Italien      | 14,56000     | 14,56 / +0,1              | x                         | 13,97 / +1,1              | 14,21 / +2,6                                  | x                                             | x                                             |
| 3     | Svetlana Bolshakova  | Belgien      | 14,55 NR     | 13,77 / −1,1              | 14,39 / +2,7              | 14,55 / +2,0              | x                                             | 14,39 / +1,5                                  | 14,08 / +1,6                                  |
| 4     | Nadeschda Aljochina  | Russland     | 14,45 w0     | 14,10 / +0,7              | 14,40 / +2,0              | 14,21 / +0,6              | 14,45 / +3,0                                  | 11,90 / −0,9                                  | 14,31 / −0,4                                  |
| 5     | Adelina Gavrilă      | Rumänien     | 14,33 w0     | 14,24 / −0,3              | 14,33 / +2,5              | 14,18 / +1,8              | 14,15 / +2,2                                  | 14,07 / −0,6                                  | 14,15 / +0,4                                  |
| 6     | Snežana Rodič        | Slowenien    | 14,32000     | 14,15 / +0,3              | 14,32 / +1,3              | 14,09 / +1,6              | x                                             | x                                             | 14,25 / +1,6                                  |
| 7     | Dana Velďáková       | Slowakei     | 14,16000     | 14,12 / +1,6              | 12,54 / +0,7              | 14,16 / +1,1              | 13,72 / −0,1                                  | 14,08 / +2,5                                  | x                                             |
| 8     | Patrícia Mamona      | Portugal     | 14,07000     | 14,07 / ±0,0              | 13,50 / ±0,0              | 13,75 / +0,8              | x                                             | 13,75 / +0,6                                  | 14,02 / +1,4                                  |
| 9     | Natallja Wjatkina    | Belarus      | 13,94000     | x                         | 13,85 / +1,2              | 13,94 / +1,8              | nicht im Finale der besten acht Springerinnen | nicht im Finale der besten acht Springerinnen | nicht im Finale der besten acht Springerinnen |
| 10    | Małgorzata Trybańska | Polen        | 13,82000     | x                         | 13,81 / +2,0              | 13,82 / +0,4              | nicht im Finale der besten acht Springerinnen | nicht im Finale der besten acht Springerinnen | nicht im Finale der besten acht Springerinnen |
| 11    | Alsu Murtasina       | Russland     | 13,65000     | 13,65 / −0,1              | 13,41 / ±0,0              | x                         | nicht im Finale der besten acht Springerinnen | nicht im Finale der besten acht Springerinnen | nicht im Finale der besten acht Springerinnen |
| DOP   | Athanasía Pérra      | Griechenland | 13,83 w0     | x                         | 13,62 / +0,5              | 13,83 / +2,8              | nicht im Finale der besten acht Springerinnen | nicht im Finale der besten acht Springerinnen | nicht im Finale der besten acht Springerinnen |

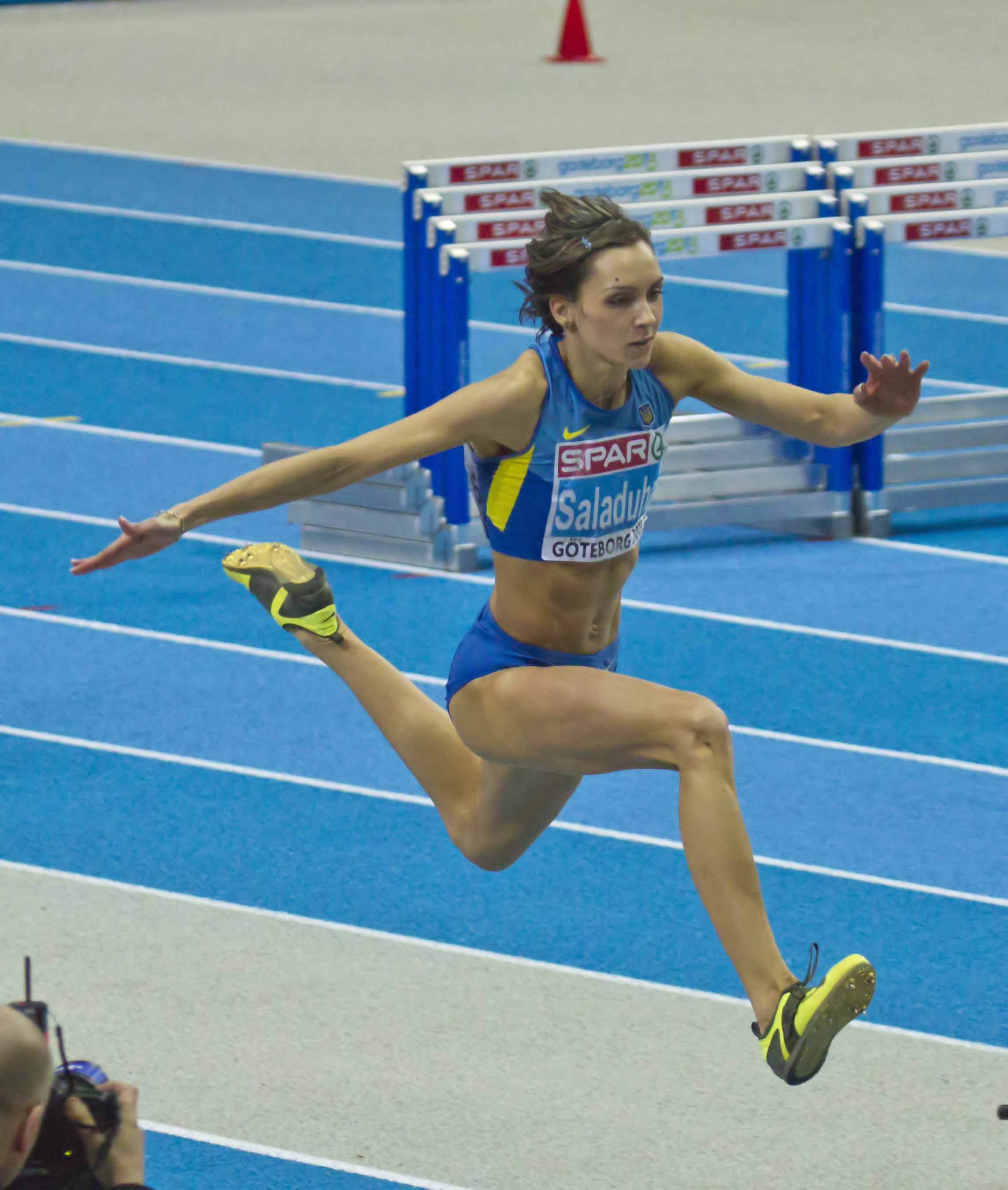
Europameisterin Olha Saladucha
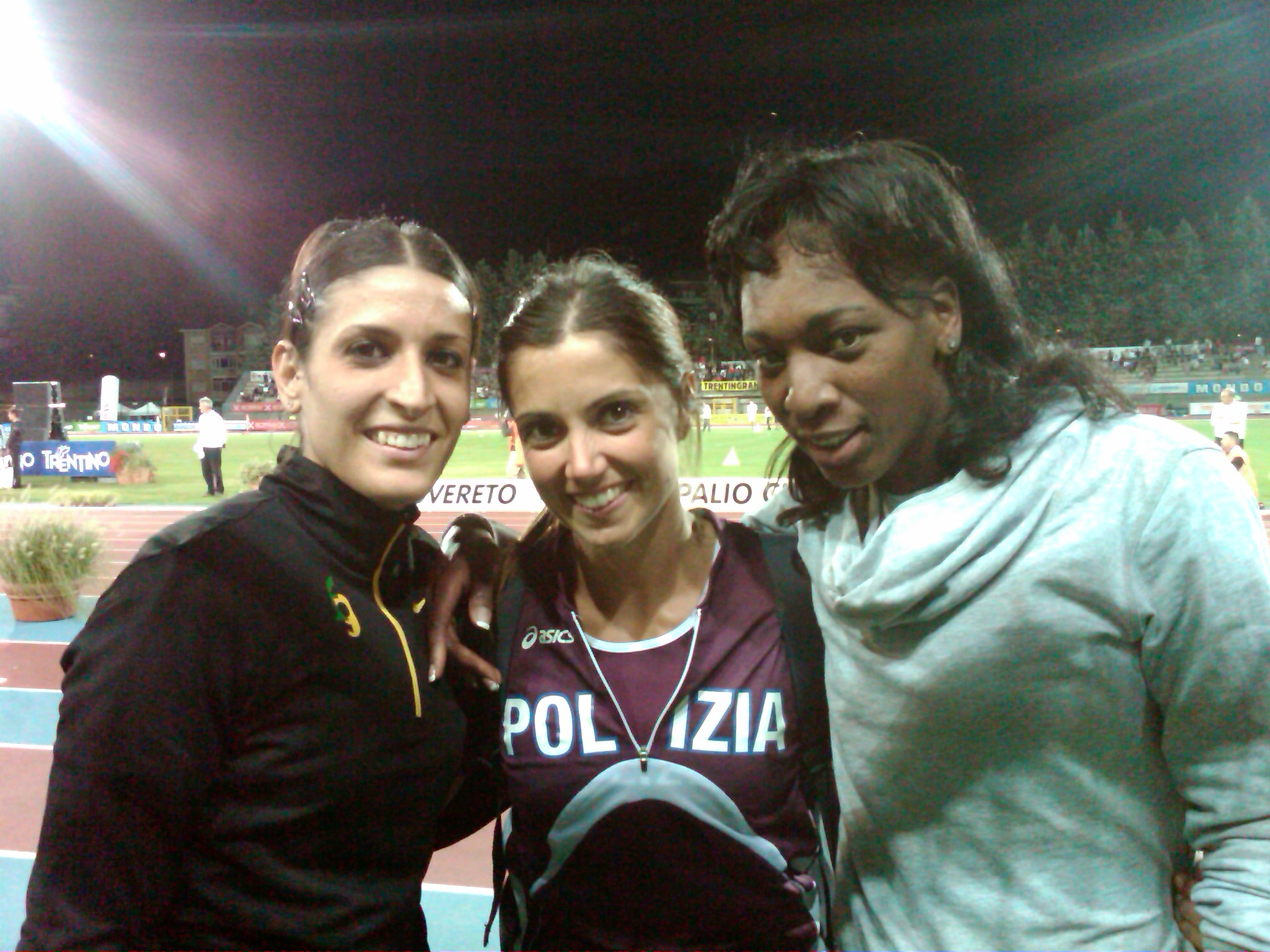
Vizeeuropameisterin Simona La Mantia (links)
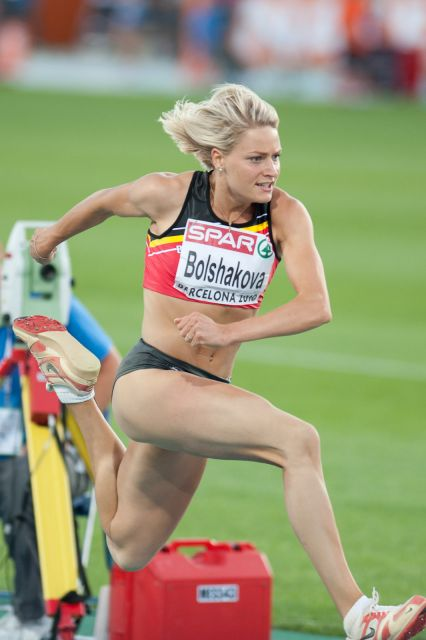
Svetlana Bolshakova steigerte sich im Finale um 22 Zentimeter und errang Bronze

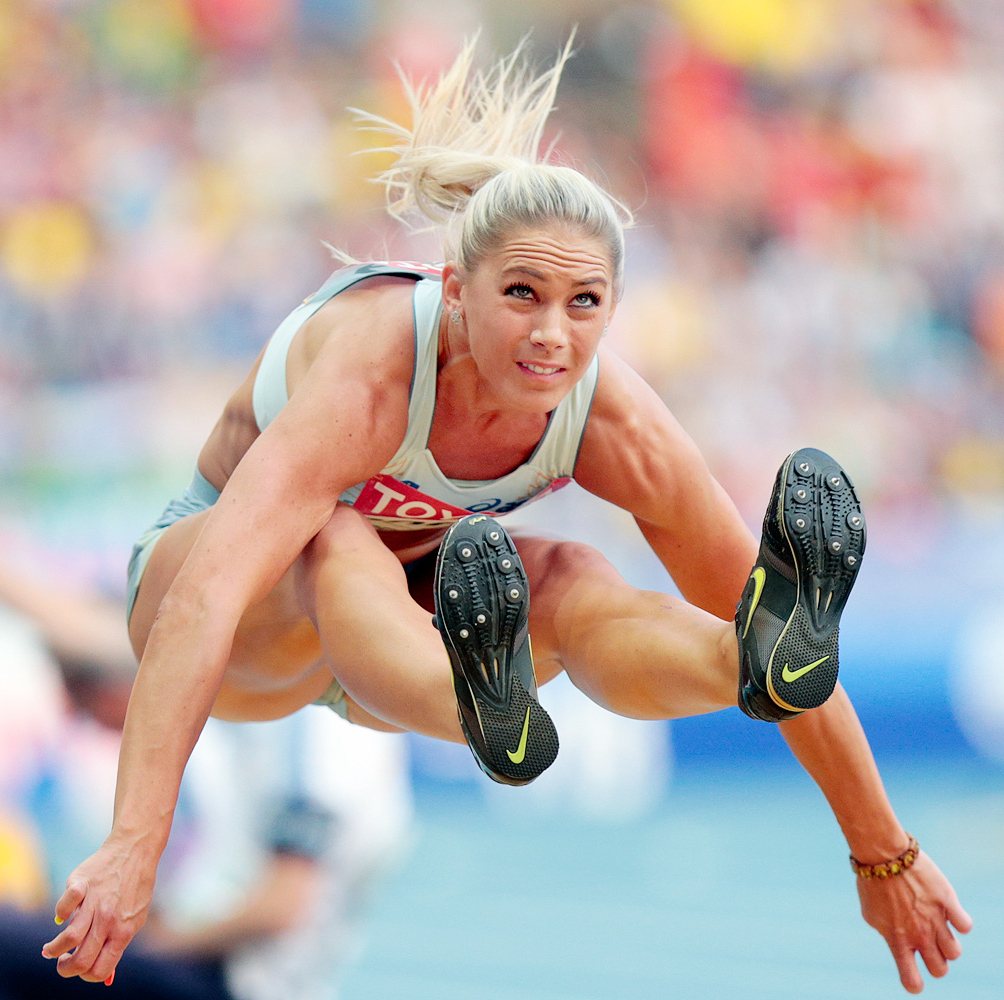
Die sechstplatzierte Snežana Rodič
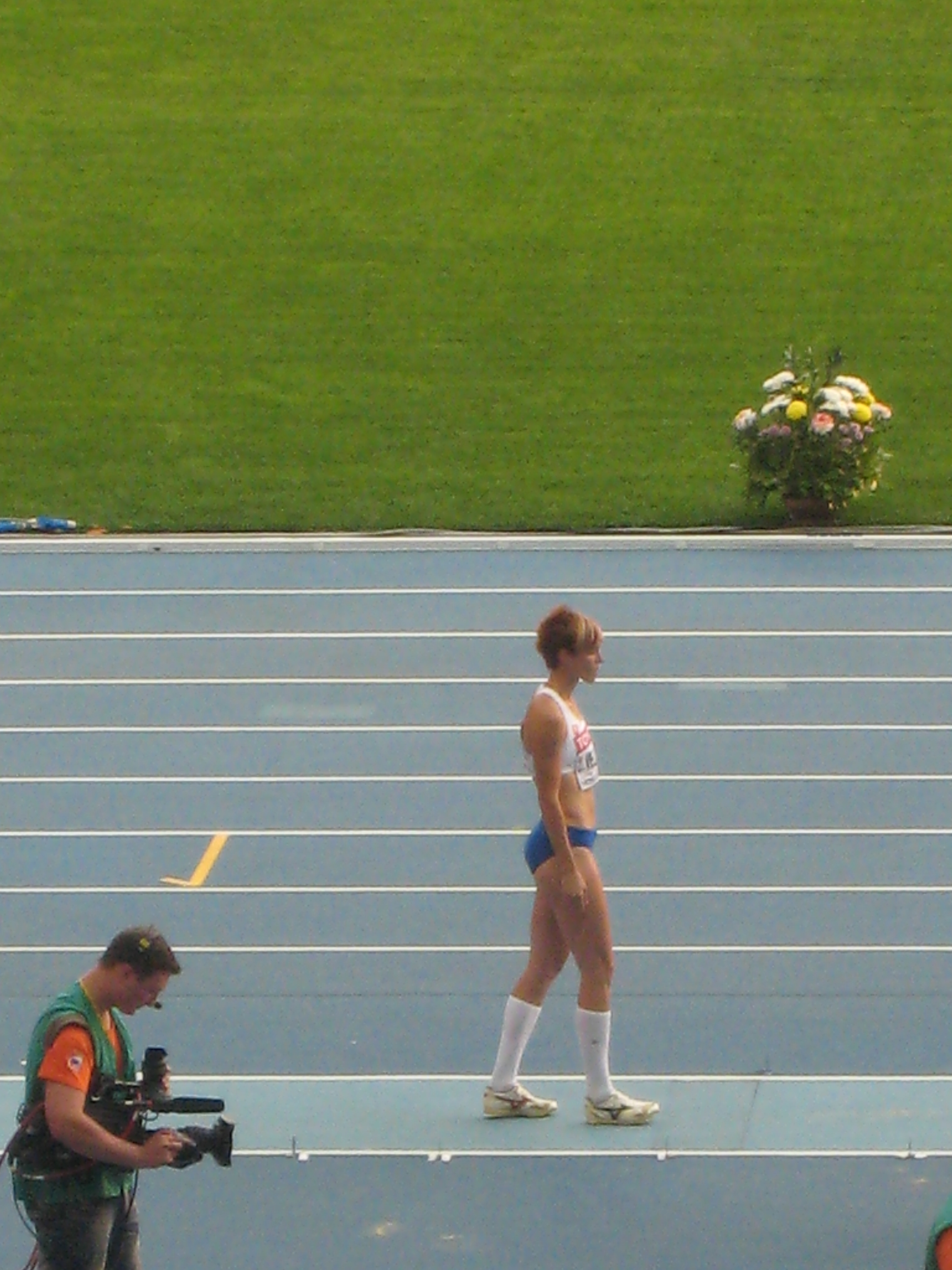
Dana Velďáková erreichte Platz sieben
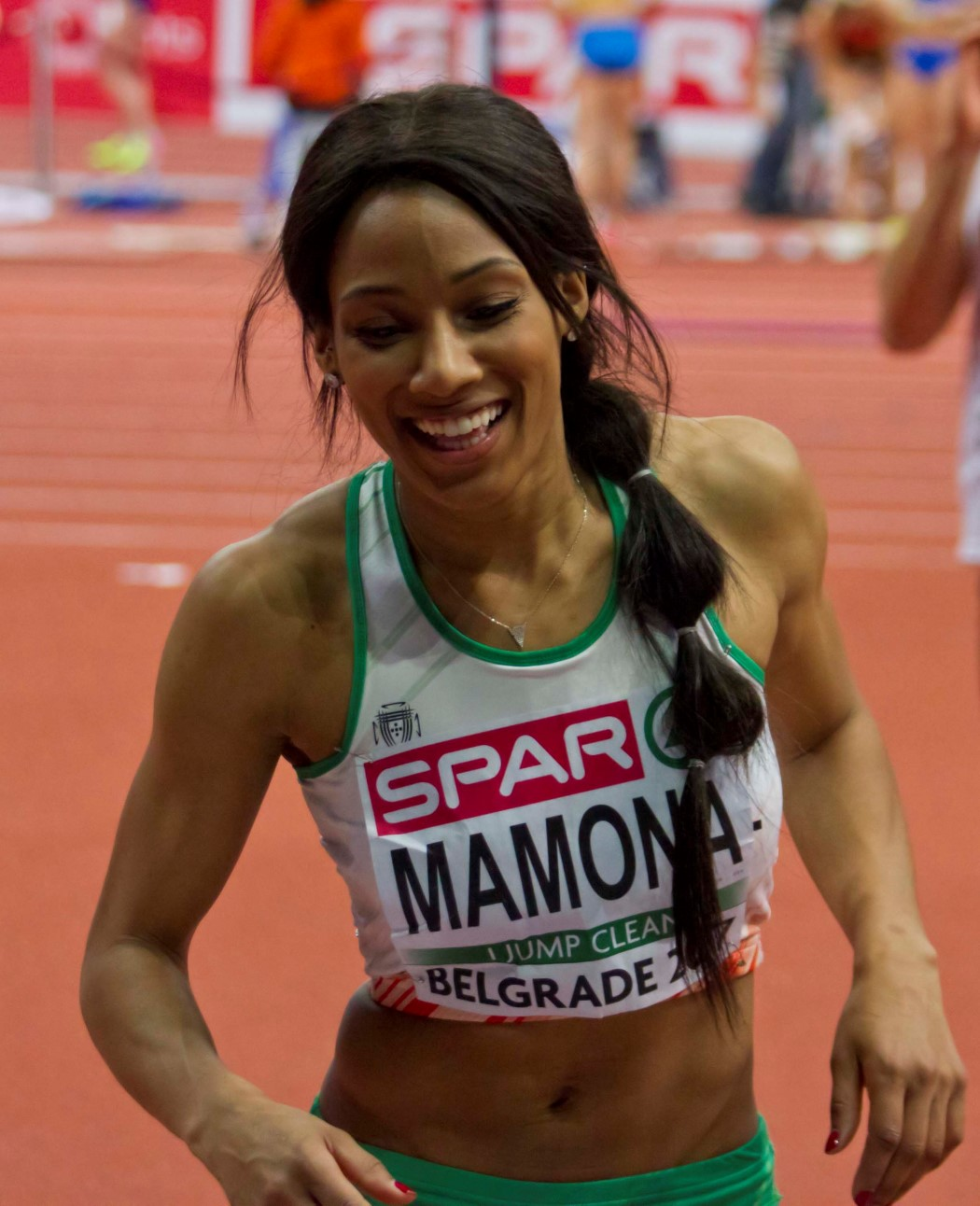
Nach Landesrekord in der Qualifikation kam Patrícia Mamona im Finale auf den achten Platz
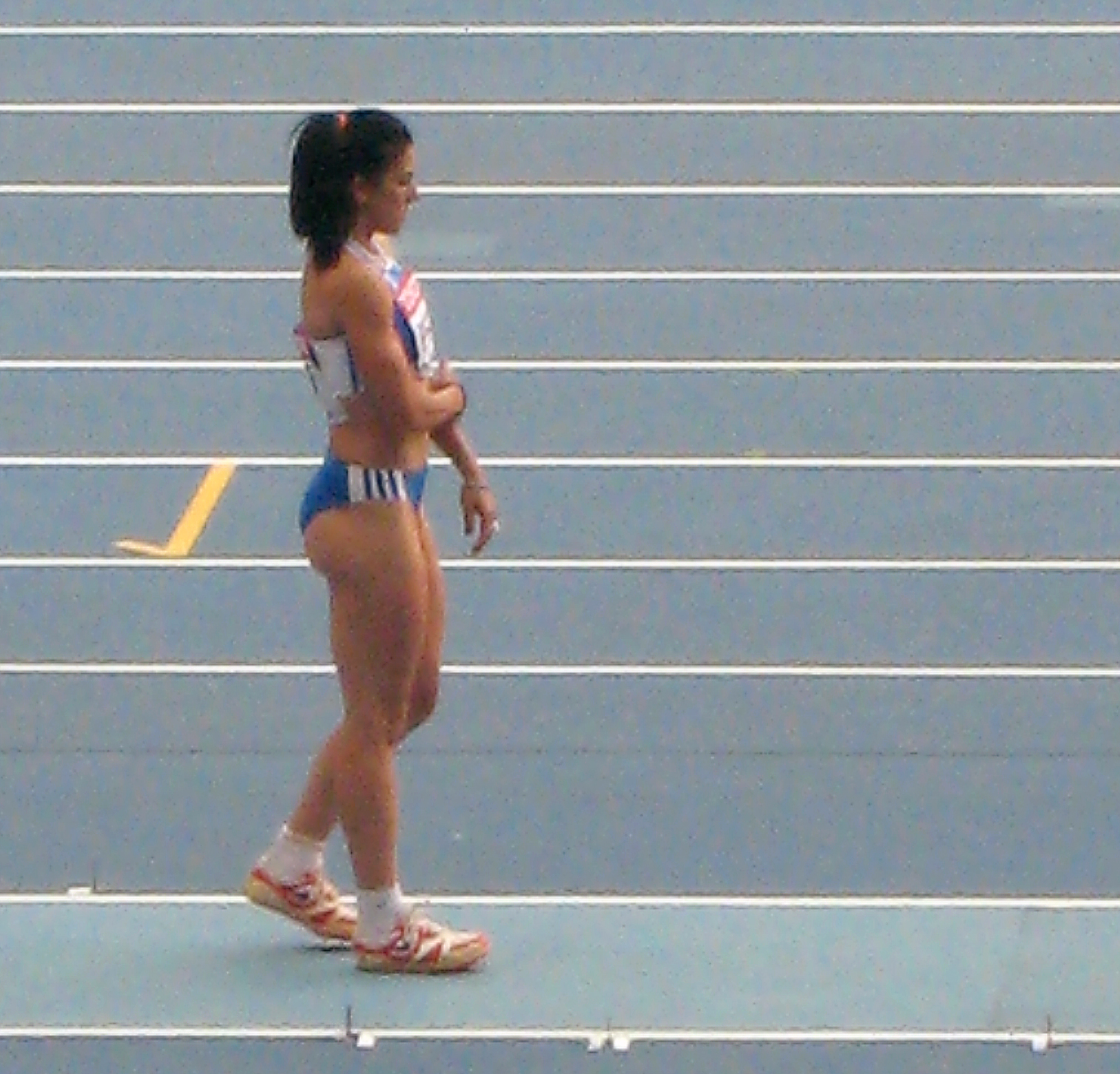
Die zunächst zehntplatzierte Athanasía Pérra wurde später des Dopingmissbrauchs überführt und disqualifiziert